# Први батаљон Мирче Ацев
Први народноослободилачки батаљон „Мирче Ацев“ (Први батаљон Друге оперативне зоне НОВ и ПОМ) формиран је 18. августа 1943. године на планини Славеј. Ово је била прва војна јединица основана у саставу тек формиране Народноослободилачке војске и партизанских одреда Македоније. У његов је састав ушло око 200 бораца из Преспанско-охридског НОП одреда „Дамјан Груев“, из делова Велешког НОП одреда „Димитар Влахов“, делова Прилепског НОП одреда „Ђорче Петров“ и новопристиглих бораца из Дебарце.
Командир батаљона био је Наум Василевски, а политички комесар Јосиф Јосифовски Свештарот.

## Борбени пут батаљона
Борци батаљона су извршили напад на италијанске карабинијерске станице у охридском региону 7. септембра, срушили три моста на путу Кичево–Охрид, исекли 130 телекомуникационих стубова, запалили жандармеријску станицу у селу Сливову 11. септембра, ушли у Кичево 12. септембра и учествовали у разоружавању италијанског гарнизона.
Почетком октобра, заједно са Првим косовско-метохијским батаљоном „Рамиз Садику“ и Другим кичевским батаљоном, ушао је у састав Групе батаљона и водио борбе код села Извор, Кленовец и код железничке станице у селу Подвис од 5. до 9. октобра, извршио диверзије на путу Ресан–Охрид и сукобио се са бугарским снагама на планини Баба Сач.
Када је Група батаљона била враћена да брани слободну територију Дебарца од немачко-балистичких снага, око 70 бораца батаљона дјествовало је на комуникацији Битољ–Ресан. Батаљон је касније, са осталим јединицама НОВ и ПОМ, водио борбе против немачко-балистичких снага у кичевском крају 5. октобра, против бугарских пограничних снага 6. октобра и на планини Бигли против бугарских јединица из ресанског гарнизона 24. октобра.
Заједно са Групом макеоднских и косовских батаљона, водио је борбе против немачко-балистичких снага код Кичева, села Раштани, 1. и 2. новембра, и на планини Буковић 6. новембра. После тога, ушао је у састав Прве македонско-косовске бригаде 11. новембра 1943. године.

## Дан АРМ
По стицању независности Републике Македоније 1991. године, дан оснивања батаљона „Мирче Ацев“ проглашен је за Дан Армије Републике Македоније (Дан АРМ).